# Ököritófülpös
Ököritófülpös – wieś na Węgrzech położona w komitacie Szabolcs-Szatmár-Bereg, w powiecie Mátészalka.

## Demografia
W 2010 mieszkały tu 1803 osoby. W 2001 92,5% ludności stanowili Węgrzy, a 7,5% – Romowie.